# Quatuor à cordes no 10 de Chostakovitch
Pour les articles homonymes, voir Quatuor à cordes no 10.
Le Quatuor à cordes no 10 en la bémol majeur (opus 118) est une œuvre de musique de chambre composée par Dmitri Chostakovitch en 1964.

## Historique
Chostakovitch écrit simultanément en 1964, deux quatuors : les 9e et 10e. Dans le contexte «anti-sioniste» du pouvoir soviétique, le 10e Quatuor qui est dédié au jeune compositeur juif polonais Moïsseï Samuilovitch Wainberg, son partenaire de piano à quatre mains (notamment lors de l'évaluation obligatoire des symphonies du compositeur par un comité culturel chargé d'en faire l'expertise), apparaît comme une résistance au régime. Il fut créé par le Quatuor Beethoven le 20 novembre 1964 à Moscou.

## Structure
Le 10e Quatuor est composé en quatre mouvements de structure classique :
1. Andante
2. Allegro furioso
3. Adagio - attacca
4. Allegretto - Andante

Son caractère enjoué et d'une exceptionnelle sérénité dans l'œuvre de Chostakovich, comme sa richesse mélodique l'apparentent au lyrique et limpide Quatuor no 6 op. 101 de 1956. Seul le second mouvement, Allegro furioso d'une grande densité instrumentale, plein d'âpreté et d'énergie furieuse, voire de violence démonstrative, tranche avec le reste de l'œuvre, qui respire plutôt une impression de repos.
Le motif du premier mouvement sert d'introduction au second, mais aussi de coda au dernier, ce qui donne un aspect faussement cyclique que l'on retrouve souvent dans l'ensemble des quatuors. Le troisième mouvement est un adagio en forme de passacaille qui conduit sans pause au dernier.
Il dure 25 minutes environ.

## Discographie sélective
- Quatuor Borodine, intégrales des quatuors à cordes de Chostakovitch, chez Melodiya / BMG, 1997.